# Rolling Hills Estates
Rolling Hills Estates é uma cidade localizada no estado americano da Califórnia, no condado de Los Angeles. Foi incorporada em 18 de setembro de 1957.

## Geografia
De acordo com o United States Census Bureau, a cidade tem uma área de 9,3 km², onde 9,2 km² estão cobertos por terra e 0,1 km² por água.

### Localidades na vizinhança
O diagrama seguinte representa as localidades num raio de 16 km ao redor de Rolling Hills Estates.

## Demografia
Segundo o censo nacional de 2010, a sua população é de 8 067 habitantes e sua densidade populacional é de 872,46 hab/km². Possui 3 100 residências, que resulta em uma densidade de 335,27 residências/km².